# Carlo Orsi (fotografo)
Carlo Orsi (Milano, 8 marzo 1941 – Bergamo, 31 maggio 2021) è stato un fotografo italiano.
Nato in via Solferino a Milano, cominciò da giovanissimo a lavorare come fotografo freelance. A vent'anni divenne assistente di Ugo Mulas; dall'inizio degli anni ‘60 ha realizzato reportages dall'Italia e dall'estero per varie riviste, tra cui Panorama, Il Mondo e Oggi, oltre a lavorare per la pubblicità e la moda. Tra le sue molte foto iconiche quella scattata nel 1963 all'interno della metropolitana di Milano, dove si vede un ghisa (un vigile milanese) appoggiato in modo plastico al mancorrente della stazione e che è la copertina del libro Milano, tirato in sole 500 copie nel 1965 e contenente una raccolta di suoi scatti. Tra le altre sue opere fotografiche raccolte in volume si ricorda Exstasi, sulla caduta del muro di Berlino
Nel 1997 fondò con sua moglie Silvana, Guido Vergani, Emilio Tadini, Gianfranco Pardi e Giorgio Terruzzi la rivista Città, che raffigurava Milano con fotografie in bianco e nero.
Muore nel 2021 per un tumore.
Nell'ottobre 2024 il comune di Milano ha allestito a Palazzo Morando la mostra Miracoli a Milano. Carlo Orsi fotografo, a cura di Giangiacomo Schiavi e Giorgio Terruzzi, retrospettiva antologica sulle opere di Orsi.

## Opere
- Milano, con Giulia Pirelli, presentazione di Dino Buzzati. Bruno Alfieri, Milano, 1965
- Exstasi - Berlino, 31 dicembre 1988, Edizioni L'Arsenale, Milano 2000
- Milano 2015, presentazione di Aldo Nove. Skira, Milano. 2015, ISBN 978-88-572-2967-6

## Filmografia
- Simona Confalonieri, Carlo Orsi, Italia, 2006, 24'